# Smołdziński Las
Smołdziński Las (kaszb. Smôłdzyńsczi Las lub też Lesacczé, niem. Holzkathen) – wieś w Polsce położona w województwie pomorskim, w powiecie słupskim, w gminie Smołdzino na Wybrzeżu Słowińskim.
W latach 1975–1998 miejscowość administracyjnie należała do województwa słupskiego.
W 2011 roku miejscowość zamieszkiwało 209 osób.

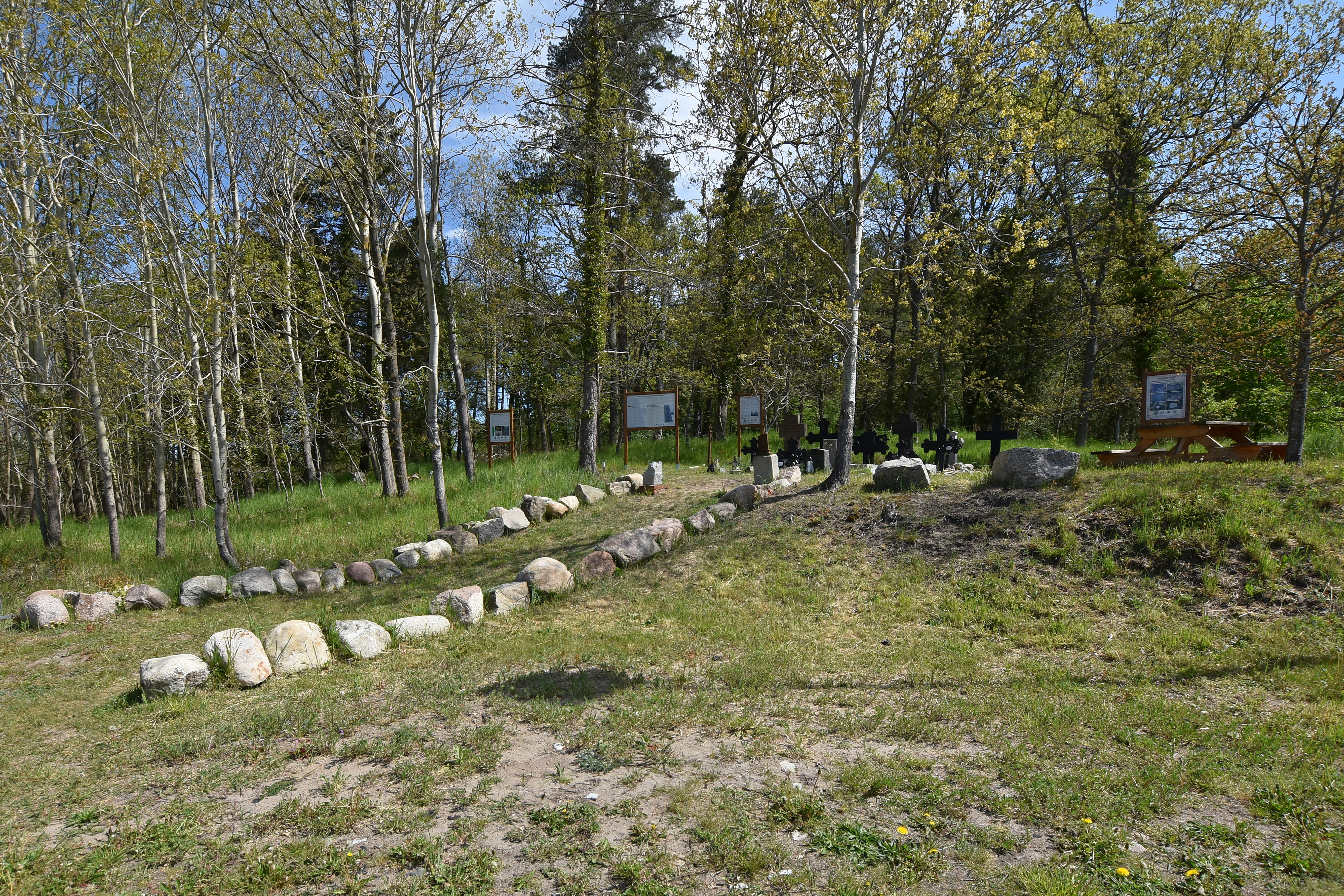
Cmentarz ewangelicki

## Nazwa
Nazwa ma charakter topograficzny-relacyjny, jest zestawieniem dwóch elementów: przymiotnika smołdziński i rzeczownika pospolitego las i została przeniesiona z odnotowanej przez Friedricha Lorentza słowińskiej nazwy gwarowej Smɵ·ʉ̯ʒḯnsћï lãs. Lorentz odnotował także nazwy alternatywne: Lãs oraz Lesãcћė. Pierwotna niemiecka nazwa Holzkathen, odnotowana po raz pierwszy w 1804, ma charakter topograficzny lub kulturowy i składa się z dwóch członów: rzeczownika pospolitego Holz „gaj, las; drewno” i rzeczownika pospolitego Kate „chata” w liczbie mnogiej.
Rada Języka Kaszubskiego proponuje kaszubską formę nazwy Smôłdzyńsczi Las.